# Her Private Affair
Her Private Affair é um filme norte-americano do gênero drama em preto e branco, dirigido por Paul L. Stein; lançado em 1929, foi protagonizado por Ann Harding.